# Macrostemum radiatum
Macrostemum radiatum är en nattsländeart som först beskrevs av Mclachlan 1872.  Macrostemum radiatum ingår i släktet Macrostemum och familjen ryssjenattsländor. Inga underarter finns listade i Catalogue of Life.